# Henri Giffard
Henri Giffard, (Pariz, 8. siječnja 1825. — 14. travnja 1882., bio je francuski inženjer i jedan od pionira u konstrukciji zračnog broda.

## Životopis
Poslije studija na Sveučilištu u Parizu javlja mu se interes za zračne letjelice. Kada je uspio napraviti parni stroj koji je bio težak samo 150 kg i imao je 3 KS, vidio je mogućnost kombininiranja Pierre Julliotovog modela zračnog broda sa svojim parnim strojem. 
Trup broda napravio je s vrhovima na obe strane. Duljina je bila 43,6 m s najvećim promjerom od 12,2 m, u koji je moglo stati 2 500 m3 ugljenog plina (mješavina vodika, ugljikovog oksida i metana).
Na mnogobrojnim užadima okačenim na trup zračne letjelice visila je gondola na koju je bila instaliran parni stroj. Preko osovine, parni stroj je pokretao propeler s lopaticama. Uzlazni kapacitet letjelice bio je 1750 kg, a letjelica je bila teška 1420 kg (za vozača, gorivo i vodu bilo je rezervirano 320 kg).
Prvu vožnju sa zračnom letjelicom Dirigible, Giffard je imao 24. rujna 1852. s pariškog hipodroma. Brzina kretanja letjelica bila je 8 km/h. Giffard je mogao tijekom leta mijenjati putanju, a izveo je i jedan okret od 360 stupnjeva. Poslije 27 km leta, prizemljio je letjelicu u Trappsu. Zbog nepovoljnog protuvjetra nije se mogao vratiti u Pariz zračnim putem, ali je tada Giggard uvidio da bi jači motor u budućnosti olakšao putuvanja zračnim letjelicama. 
Jednu još veću letjelicu, koja je mogla ponijeti 40 putnika, konstruirao je 1879., no ona je eksplodirala pri startu. 
Giffard je kasnije imao problema s vidom, i odlučuje si oduzeti život. Svu svoju imovino ostavio je siromašnim znanstvenicima. Njegovo ime nalazi se na popisu 72 znanstvenika ugraviranih na Eifellovom tornju.